# Parakiefferiella yakylemea
Parakiefferiella yakylemea är en tvåvingeart som beskrevs av Sasa och Suzuki 2000. Parakiefferiella yakylemea ingår i släktet Parakiefferiella och familjen fjädermyggor. Inga underarter finns listade i Catalogue of Life.